# Video Cassette Recording
Il Video Cassette Recording (VCR, ma conosciuto anche come N1500 dal nome del primo modello commercializzato) fu un sistema di videoregistrazione domestica progettato e venduto dalla Philips. Il VCR fu il primo sistema che portò a un certo successo commerciale, insieme alle successive evoluzioni VCR-LP e Super Video (SVR).

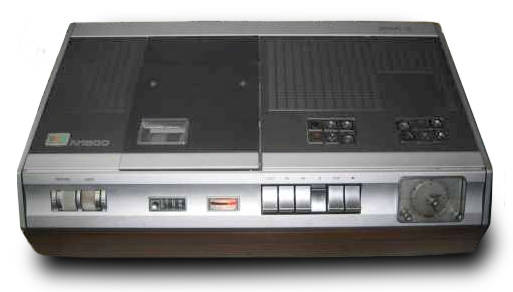
Un videoregistratore N1500, con mobile in legno.

## Storia
Il formato VCR fu introdotto sul mercato nel 1972, appena dopo il lancio del Sony U-matic nel 1971. Nonostante la coincidenza, i due formati non erano in contrapposizione, essendo destinati a mercati differenti. L'U-matic era un formato professionale, pensato per rimpiazzare i formati a bobina aperta laddove non vi erano esigenze di elevata qualità, mentre il VCR era pensato per il mercato educativo e domestico.
Verso la fine degli anni settanta, i formati VCR furono sostituiti dal Video 2000 (noto anche come Video Compact Cassette o VCC). I due sistemi hanno una sigla simile e sono entrambi di progettazione Philips, per cui sono talvolta confusi, ma non sono compatibili e le differenze tra di loro sono parecchie. La confusione è accresciuta dal fatto che alcune macchine Video 2000 usavano lo stesso "VCR" dei modelli N1500 e N1700.

## Descrizione
I precedenti sistemi di videoregistrazione domestica, pur disponibile, erano macchinosi nell'uso, per via dell'utilizzo di bobine aperte, e avevano costi di gestione elevati, nonché una scarsa affidabilità. Per quanto costoso (sul mercato britannico, circa 600 sterline dell'epoca) era semplice e permetteva di registrare a colori.
Le videocassette erano di forma quadrata e contenevano due bobine coassiali, con un nastro al diossido di cromo largo 1⁄2 pollice (12,7 mm). Erano disponibili con durate di 30, 45 e 60 minuti, ma queste ultime usavano un nastro molto sottile e di facile danneggiamento. In particolare, poteva accadere che il nastro della bobina avvolgitrice (quella superiore) si allentasse e cadesse in quella inferiore, incastrandosi durante il riavvolgimento.
Il sistema usava la scansione elicoidale prima dello sviluppo della tecnica ad azimut differenti (la cosiddetta scansione elicoidale-azimutale), per cui prevedeva l'uso di bande di guardia tra le tracce video. Di conseguenza, la velocità del nastro era abbastanza elevata, 14,29 cm/s.
Nonostante le sue limitazioni, il sistema VCR conteneva molte innovazioni che lo portarono ad essere il primo vero sistema di videoregistrazione domestica.

## Varianti del formato
L'evoluzione del sistema VCR fu il formato noto come VCR-LP, introdotto nel 1977 con il modello N1700. Con l'uso della scansione elicoidale-azimutale, il tempo di registrazione aumentò in maniera significativa. La velocità del nastro scendeva a 6,56 cm/s.
I due formati, nonostante usassero le stesse videocassette, non erano compatibili fra di loro, e non sono mai esistiti modelli in grado di gestire entrambi i formati.
La Grundig produsse in esclusiva una successiva variante, chiamata Super Video (SVR). Questo formato usava delle videocassette con nastro al diossido di cromo prodotte esclusivamente dalla BASF, identiche a quelle standard a parte un piccolo attuatore sulla superficie esteriore. Questi nastri potevano essere usati nei sistemi VCR e VCR-LP, ma una macchina SVR non poteva caricare le videocassette tradizionali.